# Vedrare, Plovdiv
Vedrare (în bulgară Ведраре) este un sat în comuna Karlovo, regiunea Plovdiv,  Bulgaria. 

## Demografie
Componența etnică a satului Vedrare
     Turci (2,71%)
     Bulgari (62,56%)
     Romi (13,83%)
     Nicio identificare (20,88%)
La recensământul din 2011, populația satului Vedrare era de 1.106 locuitori. Din punct de vedere etnic, majoritatea locuitorilor (62,56%) erau bulgari, existând și minorități de romi (13,83%) și turci (2,71%). Pentru 20,88% din locuitori nu este cunoscută apartenența etnică.